# Jan Kopp
Jan Kopp, né le 26 mai 1970 à Francfort en Allemagne, est un artiste visuel allemand qui vit en France depuis 1991.

## Biographie
Après ses études à l'École nationale supérieure des Beaux-Arts de Paris, dont il sort diplômé en 1996, Jan Kopp devient l’assistant des artistes Jochen Gerz et Esther Shalev-Gerz. En 1997 il co-fonde la galerie associative Glassbox à Paris, un des premiers lieux d’exposition auto-gérés par de jeunes artistes. Jan Kopp a suivi par la suite divers programmes de résidence en France et à l’étranger, dont celui de PS1/MoMA à New York (1999/2000). 

## Œuvre
Son travail recourt à différents médias tels que le dessin, le son, la vidéo, la sculpture ou la performance sans en privilégier aucun. Il résiste à toute tentation de spécialisation comme toute tentative de classification. Son œuvre se déploie aussi bien à travers de vastes installations conçues au regard des espaces qu’elles occupent, comme Soulever le monde créée en 2015 pour la Galerie des enfants du Centre Georges-Pompidou, que sous des formes plus discrètes comme du crayon sur papier. Les moyens mis en œuvre sont simples et se présentent rarement comme la propriété exclusive d'un savoir-faire spécifique. La ville est un thème récurrent dans son travail, autant comme lieu possible d’interventions que d’observations pour en déceler et figurer les plus infimes signes poétiques.

## Expositions personnelles (sélection)
Parmi ses dernières expositions personnelles figurent :
- 2018 : La Patience du Tapajos[3], Fondation Bullukian, Lyon, France
- 2018 :  Utopia House[4],[5], La Kunsthalle Centre d'art contemporain de Mulhouse, Mulhouse, France
- 2015 : Soulever le monde, Galerie des enfants du Centre Georges-Pompidou, Paris, France
- 2013 : Un grand ensemble et Les horizons, La Criée, Centre d’art contemporain, Rennes, France
- 2011 : La courbe ritournelle, Centre d’art Contemporain, Abbaye de Maubuisson[6], France
- 2010 : Das endlose Spiel / Le jeu sans fin[7], Kunstraum Dornbirn, Autriche
- 2008 : FRAC Alsace, France
- 2008 : Centre d’art Bastille, Grenoble, France

## Expositions collectives (sélection)
Parmi ses dernières expositions collectives figurent :
- 2024 : 10° Biennale Internationale d'Art Contemporain de Melle avec Constellation Ordinaire #14 (Les Etres)[8]
- 2018 : Beehave[9], Kunsthaus Baselland, Muttenz-Basel, Suisse
- 2018 : Your North is my South[10], Mon Nord est ton Sud, Kunsthalle Mulhouse, France
- 2018 : Suspended Spaces[11], une expérience collective, BPS22, Charleroi, Belgique
- 2014 : Ligne de front[12], Lab Labanque- Artois comm, Givenchy-lès-la-Bassée, France
- 2013 : Le Nouveau Festival[13], Centre Georges Pompidou, Paris, France
- 2011 : Architecture, Utopies, Dessin, MNAC, Bucharest, Roumanie
- 2010 : Res Publica, MMOMA, Moscou, Russie
- 2009 : Fragile, Musée d’art Contemporain, St Etienne
- 2008 : Translation, MMOMA, Moscou, Russie
- 2008 : Crisi, Angels Barcelona
- 2005 : Singuliers, Museum of Modern Art, Canton, Chine
- 2004 : I need You, Kunsthaus Biel/Bienne, Suisse
- 2002 : Traversée, Musée d’art Moderne de la Ville de Paris
- 2001 : la sixième Biennale de Lyon, France
- 2000 : Clockwork, PS1/MOMA, New York, USA.